# Nerine filamentosa
Nerine filamentosa là một loài thực vật có hoa trong họ Amaryllidaceae. Loài này được W.F.Barker mô tả khoa học đầu tiên năm 1935.